# NGC 773
NGC 773 је спирална галаксија у сазвежђу Кит која се налази на NGC листи објеката дубоког неба.
Деклинација објекта је - 11° 30' 55" а ректасцензија 1h 58m 51,9s. Привидна величина (магнитуда) објекта NGC 773 износи 13,1 а фотографска магнитуда 14,0. NGC 773 је још познат и под ознакама MCG -2-6-11, PGC 7486.